# 浪漫鉄道
浪漫鉄道（ろまんてつどう）は、九州旅客鉄道（JR九州）の社歌である。

## 制定の経緯
「浪漫鉄道」は、社員のよりどころとなることを目指して、社員による「社歌・応援歌制定委員会」により、国鉄分割民営化から2年後の1989年12月に制定された。歌詞は社内公募され、312件の応募の中から当時関連事業本部に所属していた社員が応募したものが採用された。補作詞は伊藤アキラ、作曲は鈴木キサブローで、歌っているのはハイ・ファイ・セットである。

## 歌詞と曲調
2番までの歌詞があり、社歌であるが社名は2番の最後に一度出てくるだけである。九州らしさを織り込んだイメージソングとなっており、九州鉄道記念館の副館長宇都宮照信は「社歌とは違う感じがする歌詞がいい。夢も現実も運ぶ列車のロマンを歌っている」としている。

## その他
キングレコードより2009年1月21日に「社歌」と題するCDが発売され、このうち2番目に浪漫鉄道が収録されている。
以前は783系の発車前と終着駅到着前の車内自動放送はこの曲をバックに案内されていた。885系による特急「かもめ」と「ソニック」では、終着駅到着時はオフボーカルVer.で流されていたが、現在は流れていない。
また2021年10月には『浪漫鉄道』の公式動画が完成し、JR九州の公式YouTubeチャンネルで配信されている。